# قوة الكلب
قوة الكلب (بالإنجليزية: The Power of the Dog)‏ هو فيلم دراما إنتاج دولي مشترك قادم من كتابة وإخراج جين كامبيون مبني على رواية تحمل نفس الاسم للكاتب توماس سافاج.الفيلم من بطولة بيندكت كامبرباتش،كيرستين دانست،جيسي بليمنز،توماسن ماكنزي وكودي سميت-ماكفي. يغطي الفيلم مواضيع مثل الحب والحزن والاستياء والغيرة والذكورة والجنس.
بدأ تصوير الفيلم في نيوزيلندا في 10 يناير 2020.